# Prinsengracht

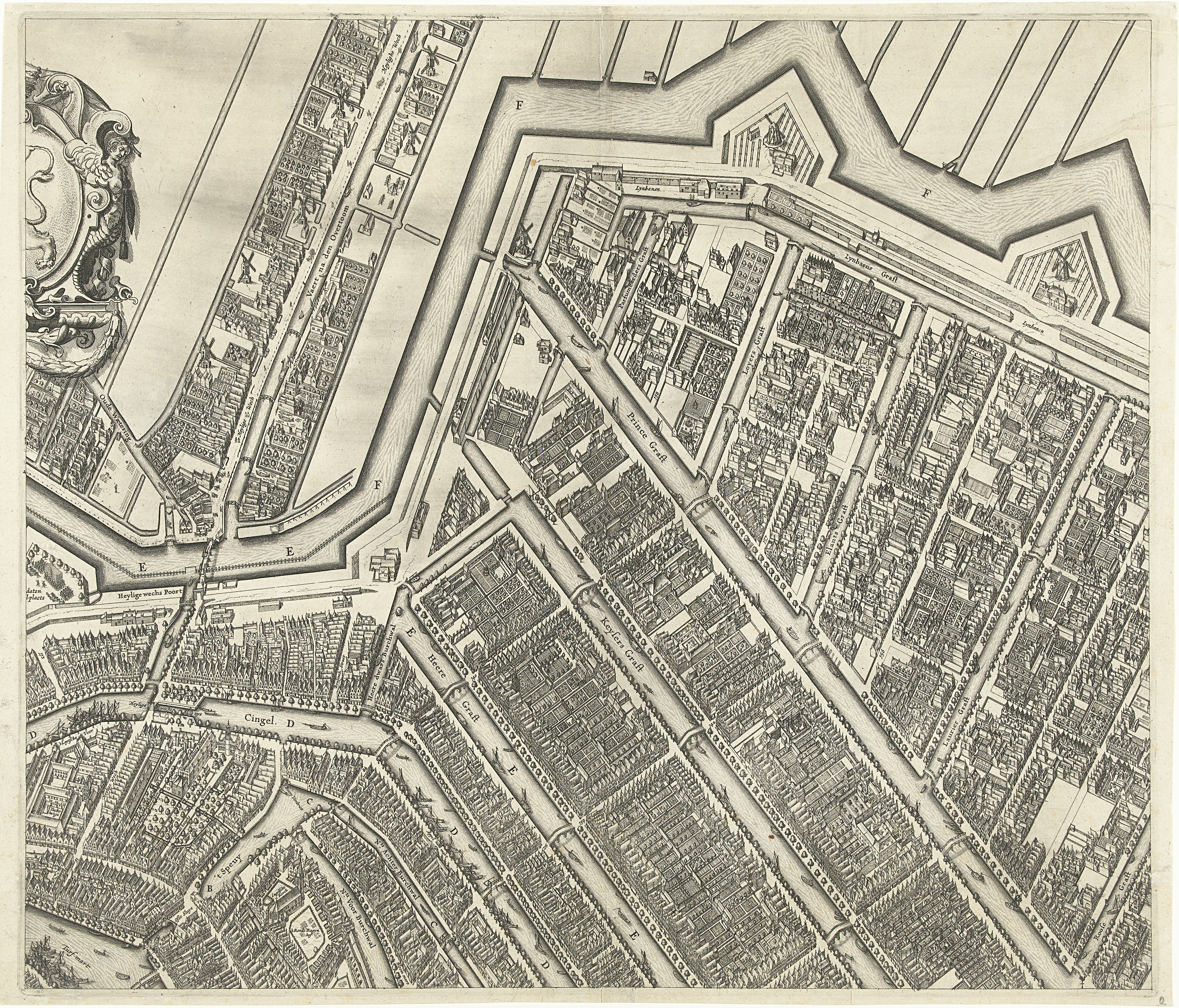
Plattegrond van Amsterdam (blad middenboven) van Balthasar Florisz. van Berckenrode; 1625. Detail van de grote stadskaart met daarop de nog korte Prinsengracht (Prince Graft), eindigend bij de Leidsegracht (middenboven).

De Prinsengracht in Amsterdam is een gracht, die evenwijdig loopt aan de Keizersgracht in Amsterdam-Centrum. De gracht, genoemd naar de Prins van Oranje, is de vierde van de vier hoofdgrachten behorende tot de grachtengordel.

## Geschiedenis
Met de aanleg werd in 1612 begonnen, op initiatief van burgemeester Frans Hendricksz. Oetgens, naar een ontwerp van stadstimmerman Hendrick Jacobsz Staets en stadslandmeter Lucas Jansz Sinck.
Het deel tussen de Leidsegracht en de Amstel behoort tot de uitleg van 1658. Bij de laatste uitbreiding werd het gedeelte ten oosten van de Amstel aangelegd. Dit deel kreeg de naam Nieuwe Prinsengracht.
In het verlengde van de Prinsengracht, tussen de Brouwersgracht en het Westerdok, ligt de Korte Prinsengracht.
Ter hoogte van de Reestraat werd sinds halverwege de 17e eeuw de groentemarkt gehouden. Schuiten van buiten de stad legden hier aan met verse groenten uit de tuingebieden rond Amsterdam. In 1895 verhuisde de markt naar de Marnixstraat en weer veertig jaar later naar de Jan van Galenstraat.

## Architectuur en monumenten

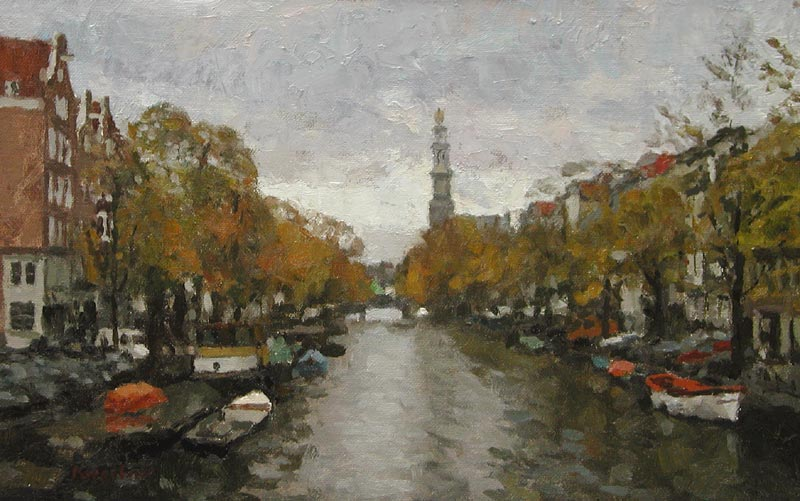
Prinsengracht met Westertoren, herfst. Frans Koppelaar

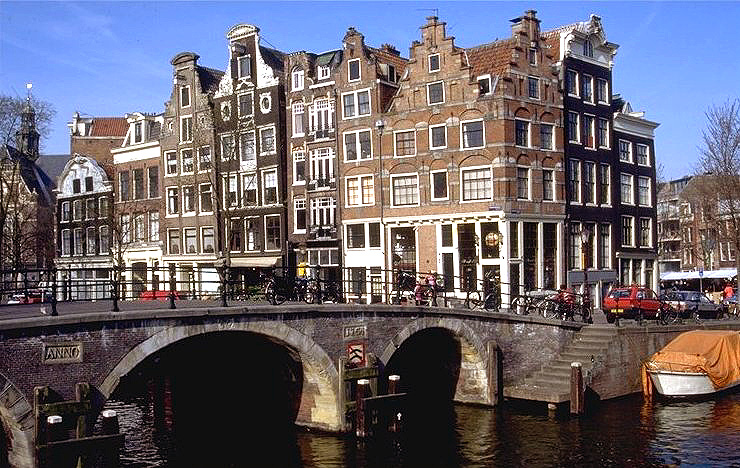
'De Lekkeresluis', Hoek Prinsengracht / Brouwersgracht.

Aan de Prinsengracht staan vele monumenten en monumentale grachtenpanden, zoals:
- Een trapgevel op de hoek met de Brouwersgracht op Prinsengracht 2-4.
- Het van Brienenhofje, of Rk. St. Van Brienens Gesticht De Star op Prinsengracht 89-133.
- Een lijstgevel op Prinsengracht 124.
- 't Casteel van Beveren uit ± 1720 op Prinsengracht 299.
- Het Anne Frank Huis uit 1635 met het achterhuis uit 1740 op Prinsengracht 263 (nabij de Westertoren).
- 'De Roode Vos' met een klokgevel op Prinsengracht 300.
- Het Paleis van Justitie uit 1829 op Prinsengracht 436.
- Een typisch voorbeeld van een 19e-eeuwse zogenaamde ojiefse tuitgevel op Prinsengracht 556.
- Het Prinsengrachtziekenhuis op Prinsengracht 769.
- Het best bewaarde exemplaar van vijf identieke halsgevels uit 1701 op Prinsengracht 849.
- Het 17e-eeuwse Deutzenhofje op Prinsengracht 899.

Zie ook de lijst van rijksmonumenten aan de Prinsengracht.

### Kerken
- Tussen Prinsengracht nr. 16 en 18 - bij de Westerstraat - ligt de Noordermarkt met de rond 1623 gebouwde Noorderkerk.
- De Westerkerk met de Westertoren op Prinsengracht 281 (aan de Westermarkt).
- Tussen Prinsengracht nr. 1047 en 1049 - bij de Utrechtsestraat - ligt het Amstelveld met de in 1670 als tijdelijke (!) "houten predikschuur" gebouwde, bijzondere Amstelkerk.
- Op Prinsengracht 756 staat het kerkgebouw De Duif uit 1858 (tot 1974 was het de katholieke Sint-Willibrorduskerk binnen de Veste).

## Nummering en oriëntering
De Prinsengracht begint in het noorden bij de Brouwersgracht, buigt zich evenwijdig aan de Keizersgracht geleidelijk naar het zuidoosten en mondt daar uit in de Amstel. De oneven genummerde zijde van de gracht ligt aan de kant van het hart van de stad (de Dam).
- Ter hoogte van Prinsengracht 182 en 281 ligt de kruising met respectievelijk de Rozengracht en de Raadhuisstraat
- Ter hoogte van Prinsengracht 444 en 707 ligt de kruising met de Leidsestraat (Filmtheater de Uitkijk is op nummer 452)
- Ter hoogte van Prinsengracht 644 en 927 ligt de kruising met respectievelijk de Vijzelgracht en de Vijzelstraat
- Ter hoogte van Prinsengracht 806 en 1055 ligt de kruising met de Utrechtsestraat
- Ten oosten van de Prinsengracht, tussen de Raadhuisstraat en de Leidsegracht liggen de zogenaamde Negen Straatjes.

## Bruggen
De Prinsengracht wordt door 14 bruggen overspannen:
| Brugnummer | Naam                          | Ter hoogte van       | Type       | Wijdte doorvaartopening | Hoogte doorvaartopening | Doorvaarthoogte bij 4 m wijdte | Beheer  |
| ---------- | ----------------------------- | -------------------- | ---------- | ----------------------- | ----------------------- | ------------------------------ | ------- |
| 59         | Lekkeresluis                  | Brouwersgracht       | Vaste brug | 6,95                    | 2,79                    | 2,30                           | Centrum |
| 60         | Prinsensluis                  | Prinsenstraat        | Vaste brug | 6,82                    | 2,10                    |                                | Centrum |
| 61         | Leliesluis                    | Leliegracht          | Vaste brug | 6,82                    | 2,04                    |                                | Centrum |
| 63         | Nieuwe-Wercksbrug             | Westermarkt          | Vaste brug | 7,00                    | 2,10                    |                                | DiVV    |
| 64         | Reesluis                      | Reestraat            | Vaste brug | 6,84                    | 2,10                    |                                | Centrum |
| 65         | Berensluis                    | Berenstraat          | Vaste brug | 6,85                    | 2,10                    |                                | Centrum |
| 66         |                               | Runstraat            | Vaste brug | 6,84                    | 2,06                    |                                | Centrum |
| 67         | (Kleine Brouwerssluis)        | Leidsegracht         | Vaste brug | 7,00                    | 2,05                    |                                | Centrum |
| 68         | Aalmoezeniersbrug             | Leidsestraat         | Vaste brug | 7,19                    | 2,02                    |                                | DiVV    |
| 69         | (Antiquairbrug)               | Nieuwe Spiegelstraat | Vaste brug | 6,50                    | 2,10                    |                                | Centrum |
| 70         | Walenweeshuissluis            | Vijzelstraat         | Vaste brug | 6,85                    | 2,10                    |                                | DiVV    |
| 71         | De Duifbrug                   | Reguliersgracht      | Vaste brug | 6,70                    | 2,64                    | 2,14                           | Centrum |
| 75         |                               | Utrechtsestraat      | Vaste brug | 6,88                    | 2,11                    |                                | DiVV    |
| 76         | Frans Hendricksz. Oetgensbrug | Amstel               | Vaste brug | 7,00                    | 2,70                    | 2,26                           | Centrum |

Let op dat de Eenhoornsluis in de Korte Prinsengracht ligt. Bij de doorvaarthoogtes in de tabel dient men rekening te houden met het feit dat de Prinsengracht net zoals alle andere grachten in de binnenstad op - 0,40 m van het NAP ligt.

## Varia
- Op Prinsengracht 587 was van 1977 tot juni 2007 de naar de Oosterdokskade 143 verhuisde hoofdvestiging van de Openbare Bibliotheek Amsterdam gevestigd.
- Ook andere steden, zoals Hasselt en Meppel, kennen een Prinsengracht. In Den Haag ligt de (gedempte) Prinsegracht (zonder N).
- Sinds 1981 vindt jaarlijks in augustus het Prinsengrachtconcert plaats op een ponton voor Hotel Pulitzer.
- In de Nederlandse comedyserie Het Zonnetje in Huis ligt het stamcafé van hoofdpersoon Piet Bovenkerk, Café Vijf Bier, aan de Prinsengracht.
- Van 2001-2010 kende de gracht een vorm van openbaar vervoer, De Opstapper.